# 大田原市立大田原中学校
大田原市立大田原中学校（おおたわらしりつ おおたわらちゅうがっこう）は、栃木県大田原市美原にある公立中学校。

## 概要
通称は「大中（だいちゅう）」。旧制大田原中学校は現在の栃木県立大田原高等学校にあたる。令和元年度8月から新校舎の設立工事が開始されている。令和2年10〜11月頃完成予定。
| 年度       | 1学年 | 2学年 | 3学年 |
| ---------- | ----- | ----- | ----- |
| 平成25年度 | 8     | 7     | 6     |
| 平成26年度 | 7     | 8     | 7     |
| 平成27年度 | 7     | 7     | 7     |
| 平成28年度 | 7     | 7     | 7     |
| 平成29年度 | 6     | 7     | 7     |
| 平成30年度 | 6     | 6     | 7     |
| 令和元年度 | 6     | 6     | 6     |
| 令和2年度  | 6     | 6     | 6     |
| 令和3年度  | 6     | 6     | 6     |
| 令和4年度  | 6     | 6     | 5     |
| 令和5年度  | 5     | 6     | 6     |

### 学校全体生徒数(2022年)
全体：584
中1：192
中2：196
中3：175
特別支援学級：21

### 学校全体教職員数(2022年)
教員：40

## 学校行事

### 体育祭
毎年5月の週末に同校校庭にて開催される。各学年がクラスごとに、「赤獅」・「青龍」・「白虎」・「黄豹」・「緑鳳」・「紫雀」の6団に分かれて順位を競う。陸上競技の他に応援合戦・集団行動の部門があり、それぞれに順位がつけられる。

### 起翔祭
毎年11月3日（文化の日）に開催される文化祭。午前の部は市内の那須野が原ハーモニーホールにて、学年別クラス対抗の合唱コンクールが行われる。2011年度（平成23年度）から午後の部も那須野が原ハーモニーホールにて行われる。

## 生徒会活動
- 生徒会事務局
- 保健委員会
- 体育委員会
- 図書委員会
- 給食委員会
- 学習委員会
- 交通委員会
- 緑化委員会
- 生活委員会
- リサイクル委員会
- 環境整備委員会
- 福祉委員会

## 部活動
運動部
- 野球部（男子）
- サッカー部（男子）
- 陸上競技部（男子・女子）
- ソフトボール部（女子）
- ソフトテニス部（男子・女子）
- バスケットボール部（男子・女子）
- バレーボール部（女子）
- 卓球部（男子・女子）
- 水泳競技部（男子・女子）
- 剣道部（男子・女子）
- 柔道部（男子・女子）
- 相撲部（男子）（臨時）
- 駅伝部（男子・女子）（臨時）
- 弓道部（男子・女子）
- スキー部（男子・女子）（臨時）

文化部
- 吹奏楽部（男子・女子）
- 合唱部（女子）（男子は臨時）
- 美術部（男子・女子）
- 文化教養部（男子・女子）
- 将棋部（男子・女子）（臨時）

## 通学区域
大田原市立西原小学校・紫塚小学校の通学区域に相当する。
大田原市
- 中央2丁目の一部
- 末広1丁目の一部、2丁目の一部、3丁目の一部
- 美原1-3丁目
- 浅香1-4丁目、5丁目の一部
- 若松町の一部
- 富士見1丁目の一部、2丁目の一部
- 加治屋
- 親園の一部
- 実取の一部

- 山の手2丁目の一部
- 中央1丁目の一部、2丁目の一部
- 住吉町1丁目の一部、2丁目の一部
- 紫塚1-4丁目
- 本町1-2丁目
- 末広3丁目の一部
- 町島の一部
- 今泉の一部

## 進学前小学校
- 大田原市立西原小学校
- 大田原市立紫塚小学校

## 交通
- JR東北本線（宇都宮線）西那須野駅より約4.5km